# Werner Rüdiger
Werner Rüdiger (* 21. Oktober 1901 in Berlin; † 16. Januar 1966 ebenda) war ein Berliner Politiker (SPD) und Opfer beider deutscher Diktaturen.
Nach der Volksschule arbeitete Werner Rüdiger als Hilfsarbeiter, Metallarbeiter, Fahrstuhlführer und kaufmännischer Angestellter.
Er trat 1914 der SAJ bei, seit 1919 war er SPD-Mitglied (Kassierer der 28. Abteilung), später auch des Reichsbanners. Nach 1933 verteilte Rüdiger neben dem Neuen Vorwärts auch den Roten Stoßtrupp. Wegen dieser illegalen Parteitätigkeit wurde er am 17. Dezember in seiner Wohnung verhaftet und nach Berlin-Moabit in Untersuchungshaft gebracht. Am 12. Februar 1934 vor dem Kammergericht angeklagt, wurde er vom Gericht am 26. Mai mangels Beweisen freigesprochen. Trotzdem betätigte sich Rüdiger weiterhin in der Gefangenenhilfe der illegalen SPD. Er hielt den Kontakt zum Parteivorstand in Prag und soll zudem für die Verteilung von bis zu 1200 Ausgaben des Kleinen Vorwärts zuständig gewesen sein. Trotz mehrfacher Verhöre blieb er bis zum Kriegsende in Freiheit. Nach dem Ende des Zweiten Weltkriegs gehörte er zu den Gründern der SPD Berlin, wurde Kreisvorsitzender der SPD Prenzlauer Berg und am 9. August 1945 auf dem ersten regulären Parteitag zum zweiten Landesvorsitzenden gewählt.
Er war ein konsequenter Gegner der Zwangsvereinigung. Im März 1946 wurde er wegen seiner Haltung verhaftet und vom 2. bis 17. Februar 1946 in Haft gehalten. Nachdem die SMAD die Urabstimmung im Ostsektor verhindert hatte und so den Weg zur Gründung der SED auch in Berlin geschaffen hatte, blieb Werner Rüdiger im April 1946 Mitglied der SPD in Ost-Berlin.
Am 20. Oktober 1946 wurde Werner Rüdiger in die Berliner Stadtverordnetenversammlung gewählt. Die Wahl 1948, die nur in den Westsektoren durchgeführt werden konnte, bestätigte sein Mandat.
Am 25. Februar 1949 wurde Werner Rüdiger trotz seiner Immunität als Abgeordneter verhaftet. Im Oktober 1950 wurde er wegen „sowjetfeindlicher Einstellung“ (gemeint war die Verbreitung des sozialdemokratischen Telegraf im Ostsektor Berlins) zu 25 Jahren Zuchthaus verurteilt. Er wurde nach fünf Jahren politischer Haft in der Strafvollzugsanstalt Waldheim entlassen.
Die Öffentlichkeit nahm regen Anteil an seinem Schicksal. Das Abgeordnetenhaus erinnerte zu Beginn einer jeden Sitzung an Werner Rüdiger. Nach seiner Entlassung war er ab 1954 zwei Wahlperioden lang bis 1963 Mitglied des Abgeordnetenhauses.